# آيت لحسن الواد (مشرع الصفاء)
آيت لحسن الواد هو دُوَّار يقع بجماعة زيرارة، إقليم سيدي قاسم، جهة الرباط سلا القنيطرة في المملكة المغربية. ينتمي الدوّار لمشيخة مشرع الصفاء التي تضم 13 دوار. يقدر عدد سكانه بـ 780 نسمة حسب الإحصاء الرسمي للسكان والسكنى لسنة 2004.

## وصلات خارجية
- البوابة الوطنية للجماعات الترابية
- المندوبية السامية للتخطيط